# 黎光定
黎光定（越南语：／；1759年—1813年）字知止，號晉齋，越南阮朝官員、文學家。黎光定擅長於書法繪畫，其文筆也出眾，著作有《華元詩草》、《皇越一統輿地志》、《嘉定三家詩集》等。他與鄭懷德、吳仁靜並稱為「嘉定三家」。

## 生平
黎光定出生在承天府富榮縣（今屬承天順化省），其父黎光策曾擔任沱蓬源守之職，卒於任上。黎光定自幼失去父母，家境貧寒，隨兄黎光憲來到嘉定（今胡志明市一帶），客居平陽。年稍長，穎悟好學。醫生黃德誠認為他必成大器，將女兒嫁給了他。於是黎光定勵志於學，師從於武長纘，與鄭懷德、吳仁靜相友善，召集了眾多文學愛好者，組織了平陽詩社。
1788年舊阮君主阮福映重新佔領嘉定之後，黎光定與鄭懷德一起前去投奔，被任命為翰林院制誥。次年出為田畯事，勸課農桑。1793年，被任命為東宮侍講，隨東宮阮福景鎮守延慶。此後升為兵部右參知，在舊阮軍隊征討西山朝的時候隨軍監督糧餉。
1800年，跟隨阮文仁，輔佐阮福景留守嘉定。1802年阮朝建立，被召至順化，擔任清華協鎮。同年阮福映滅西山朝，黎光定升為兵部尚書，充正使，與副使黎正路、阮嘉吉出使清朝，要求清廷冊封阮福映為「南越國王」。嘉慶帝認為南越之地甚廣，故而將「南越」二字顛倒，稱為「越南」，並遣齊布森前往越南，冊封阮福映為「越南國王」。1804年（嘉隆三年），黎光定一行歸國。
1806年（嘉隆五年），奉嘉隆帝阮福映之命編纂《大越一統輿地志》。該書考察了越南全國各地的山川險阻、道路遠近、疆域界限、江河源流以及各地的風俗特產等等，為越南重要的地理學著作。同年十月，編纂完成，上呈御覽。嘉隆帝甚為高興，改授戶部尚書，兼管欽天監事務。
1810年（嘉隆九年），奉命建立田簿，將全國的耕田按優劣分為五等，田稅按田地的等級優劣徵收。
1813年（嘉隆十二年），黎光定病重，嘉隆帝遣皇子阮福旲前往慰問。不久黎光定逝世，時年54歲。追贈參政官職，賞賜優渥，並派兵船為其送葬。
1852年（嗣德五年），嗣德帝將其列祀於中興功臣廟。
黎光定有二子：黎光瑤、黎光寅。黎光瑤任謹信司主事，黎光寅任內務府郎中。
黎光定在嘉隆五年以前已經被封為敏政侯。